# Parachtes riberai
Parachtes riberai is een spinnensoort in de taxonomische indeling van de celspinnen (Dysderidae). De wetenschappelijke naam van de soort werd voor het eerst geldig gepubliceerd in 2017 door Bosmans.